# أوين كينغ
أوين كينغ (بالإنجليزية: Owen King)‏ هو شخصية أعمال وسياسي أمريكي، ولد في 17 سبتمبر 1845، وتوفي في 31 أكتوبر 1932. انتخب عضو جمعية ولاية ويسكونسن.